# Concordia Piotrków Trybunalski
Concordia Piotrków Trybunalski je polský fotbalový klub z Piotrkova. Byl založen 22. května 1909. V období od 26. listopadu 2005 do 13. října 2008 a od 27. září 2010 do 25. června 2012 byl zde hlavním trenérem bývalý polský reprezentant Sławomir Bogusław Majak.